# Вольцоген, Людвиг фон
Барон Людвиг фон Вольцоген (нем. Ludwig Freiherr von Wolzogen, 1774—1845) — немецкий и российский военачальник, офицер Вюртембергской армии, генерал-майор российской армии, генерал от инфантерии Прусской армии.

## Биография
Из саксонских дворян. В 1792 году поступил лейтенантом на вюртембергскую службу, в 1794 году перешёл в прусскую армию и участвовал в войне с Польшей. В 1804 году снова вернулся в вюртембергскую армию с чином майора.
Из подполковников вюртембергской армии 23 сентября 1807 года принят в русскую службу майором по квартирмейстерской части. Будучи высокообразованным офицером, обратил на себя внимание императора Александра I, назначившего его своим флигель-адъютантом 11 января 1811 года, 15 сентября того же года был произведен в подполковники. М. Б. Барклай-де-Толли также поручал Вольцогену ответственные задания. Вольцоген составил свой план ведения военных действий с Наполеоном.
В 1812 году состоял в Свите Е. И. В. по квартирмейстерской части и в то же время исполнял обязанности квартирмейстера при штабе 1-й Западной армии. В полковники произведён 12 июня 1812 года. На известном совете в Дрисском лагере одним из первых выступил против размещения армии в этом лагере с целью дать сражение французам. После отъезда Александра I из 1-й Западной армии остался в должности дежурного штаб-офицера при Барклае. Участвовал в сражениях под Витебском и Смоленском. За отличие в Бородинском сражении, во время которого он был контужен, награждён орденом Святой Анны 2-й степени с алмазами. После отъезда из армии Барклая он оставался при Л. Л. Беннигсене и находился в сражении при Тарутине, за что получил золотую шпагу «За храбрость».
В 1813 году сражался под Бауценом, Дрезденом и Лейпцигом и 8 октября того же года был пожалован в генерал-майоры. В 1814 году за отличие под Ла-Ротьером был награждён орденом Святой Анны 1-й степени.
В 1815 году вернулся на прусскую службу и преподавал военные науки будущему германскому императору Вильгельму I.
В 1836 году вышел в отставку с чином генерала инфантерии прусской армии.
Старший сын его — театральный деятель Альфред фон Вольцоген, внуки — литераторы Ганс фон Вольцоген и Эрнст фон Вольцоген.

## Награды
Королевства Пруссия:
- Орден «Pour le Mérite» (18 ноября 1813)[2]
- Орден Красного орла 3-го класса[3]
- Орден Красного орла 2-го класса с дубовыми листьями (1824)[4]; со звездой и дубовыми листьями[5]
- Крест за выслугу лет[нем.] (1825)
- Орден Красного орла 1-го класса с дубовыми листьями (1833)[6]

Прочие:
- Орден Святой Анны 1-й степени (17 августа 1814, Российская империя)
- Военный орден Максимилиана Иосифа, рыцарский крест (королевство Бавария)
- Орден Белого сокола, большой крест (великое герцогство Саксен-Веймар-Эйзенах)
- Австрийский императорский орден Леопольда, командорский крест (Австрийская империя)[7]
- Австрийский императорский орден Леопольда, большой крест (1824, Австрийская империя)

## Образ в кино
- «Война и мир» (СССР, 1967) — актёр Янис Грантиньш